# Coleophora micromeriae
Coleophora micromeriae é uma espécie de mariposa do gênero Coleophora pertencente à família Coleophoridae.